# 박성식
박성식(1961년 3월 21일 ~ )은 대한민국의 가수이자 교수이다. 김현식과 봄여름가을겨울에서 활동하여 김현식 3집에 수록되어 있는 <비처럼 음악처럼>을  작사작곡했으며, 현재 호서대학교 실용음악과 교수와 빛과 소금의 멤버로 활동 중이다.

## 학력
- 서울신학대학교 교회음악과 피아노전공 /

## 작사, 작곡
- 김현식 3집 《비처럼 음악처럼》 (1986)

## 앨범
- 김현식 3집(1986)
- 빛과 소금 Vol.1(1990)
- 빛과 소금 2집 《내 곁에서 떠나가지 말아요》(1991)
- 빛과 소금 3집 《빛과 소금3》(1993)
- 빛과 소금 4집 《오래된 친구》(1994)
- 빛과 소금 5집 《다시 나를》(1995)

## 인간 관계
- 절친한 친구로는 장기호, 김종진, 전태관과 1987년 사망한 유재하가 있다.